# Bataki
Bataki, en litterär figur i Selma Lagerlöfs roman Nils Holgerssons underbara resa genom Sverige från 1906-1907. 
Bataki är en klok korp. Han är Akkas vän och en god människokännare.  